# Russula novae-zelandiae
Russula novae-zelandiae är en svampart som beskrevs av McNabb 1973. Russula novae-zelandiae ingår i släktet kremlor och familjen kremlor och riskor.   Inga underarter finns listade i Catalogue of Life.